# 范明正
范明正（越南语：／，發音：[faːm˧˨ʔ mïŋ˧˧ t͡ɕïŋ˧˦]；1958年12月10日—），又译范明政，越南政治家、公安中将，出生于清化省厚禄县华禄社，现任越南政府总理。越共十一、十二届中央委员，越共十二、十三届中央政治局委员、中央书记处书记。

## 荣誉

### 国家荣誉
越南
- 三等独立勋章：2010
- 二等劳动勋章
- 一等光荣战士勋章
- 总理功绩证书

其他
- 清华大学名誉教授（2025年）[5]